# ダイナミクス (飲食業)
株式会社ダイナミクス（DINAMIX Co., Ltd.）は、東京都中央区に本社を置いていた日本の外食チェーン運営企業。2023年に破産した。

## 概要
ダイナミクスの前身となる企業は、2003年3月に京都市にて設立された秀インターワン。秀インターワン設立と同時に全品270円均一の焼き鳥居酒屋「鳥二郎」が人気店となった。
しかし、2015年4月に鳥貴族（大阪市浪速区）は、「鳥二郎」の運営形態や看板、ロゴが鳥貴族と酷似しているとして、秀インターワンに対してロゴの使用禁止や6000万円の損害賠償を求める訴訟を大阪地方裁判所に提訴したが、同年に両社の間で和解した。さらに、秀インターワンが運営していたラーメン店「にく次郎」が、物語コーポレーション（愛知県豊橋市）が運営する「丸源ラーメン」と商品や店舗の外観、のぼりなどが酷似していた事から、物語コーポレーションは同年5月、秀インターワンに対して、「にく次郎」の営業差し止めを求める訴訟を大阪地方裁判所に提訴したが、同年に両社の間で和解した。週刊プレイボーイやアサヒ芸能などのマスコミも鳥貴族による訴訟を取り上げるようになった。他にも、秀インターワンが運営するお好み焼き・鉄板焼き店「いっきゅうさん」がテイル（京都府宇治市）が運営する「お好み焼・鉄板焼 きん太」の模倣であったり、秀インターワン関係者がインターネット掲示板に自社に有利となるような書き込みを行っていたという噂まであったという。
秀インターワンは「全国1000店舗と海外進出を目指す」と豪語し、「鳥二郎」は2016年に関東へ進出した一方で、秀インターワンは、株式上場企業である鳥貴族と物語コーポレーションによる訴訟、マスコミによる「鳥二郎」の潜入取材によって他社の業態を模倣する企業というイメージが定着し、企業イメージが悪化していった。
このため秀インターワンは、2017年6月に飲食店事業の一部を、同年3月に設立したコットス株式会社へ会社分割により譲渡。コットスは事業譲渡と同時にユニゾン・キャピタルに買収され、商号を株式会社ダイナミクスへ変更した。「鳥二郎」などのブランドはダイナミクスによる運営となった。ユニゾン・キャピタル傘下入り後は、「鳥二郎」の他にも、「いっきゅうさん」、日本酒居酒屋「きさらぎ」など、多様なブランドで飲食店を展開していた他、甲羅のブランドである「赤から」のフランチャイズ店の運営も行っていた。店舗は一時期は100店舗近くを運営していた。一方で、ダイナミクス運営となった後も、「鳥二郎」が鳥貴族の模倣店というイメージを払拭するには至らなかった。2017年10月には、「いっきゅうさん」のフランチャイジーであったエンドレスイドム（徳島県小松島市）が、「いっきゅうさん」のフランチャイジーから離脱し、エンドレスイドムが運営していた「いっきゅうさん」のフランチャイズ店は「お好み焼・鉄板焼 おかあちゃん」へリブランドされた。
2019年5月期には、77億5300万円の売上があった。しかし、新型コロナウイルスの影響で業績が悪化。2020年5月期以降は売上高減少と最終赤字が続き、債務超過に転落した。ダイナミクスは業容の縮小や「鳥二郎」の一部店舗を創作鶏料理店「鳥二郎」のプロトモデル店（試作店）などへ業態転換させるなどで経営の立て直しを図ろうとしたが、2022年5月期の売上も14億9300万円にまで落ち込んだ。なお、「にく次郎」は2022年4月にダイナミクスから独立している。
その後も更なる業態転換を行ったり、融資を受けるなどして更なる経営の立て直しを図ろうとしたが、経営状態を改善する事は出来ず、2023年に入ってからは、ダイナミクスが運営する「赤から」のフランチャイズ店の一部を閉店した。このためダイナミクスは、2023年2月25日に事業を停止したと同時に、直営店全店とダイナミクスが運営する「赤から」のフランチャイズ店全店を閉店。同年2月27日に東京地方裁判所へ破産を申請。同日付で破産手続開始決定を受けた。負債総額は109億5400万円。新型コロナウイルスの影響による飲食店の経営破綻は、2022年4月に破産手続開始決定を受けたアンドモワの80億円を上回り最大となった。
ダイナミクスは2023年12月11日に法人格が消滅した。

## 経営破綻時点で展開していたブランド
- 鳥二郎
- いっきゅうさん
- 串虎
- さんぱち家
- 京ほのか
- 京都一休
- 石狩漁場
- ジェリージェリー酒場

など

## 店舗
経営破綻直前の2022年9月時点ではでは89店舗（フランチャイズ店も含む）を展開していた。ダイムが運営している「いっきゅうさん」のフランチャイズ2店舗は、ダイナミクスの破産手続開始決定後も運営を継続している他、「いっきゅうさん」の商標（第5001675号）も2023年9月にダイナミクスの破産管財人からダイムへ譲渡されたと同時に、「いっきゅうさん」はダイムのブランドとなった。他の「いっきゅうさん」のフランチャイズ1店も営業を継続する。
また、「赤から」のメガフランチャイジー（東京都、神奈川県、京都府、大阪府、兵庫県で展開していた）であったため、関西地区における「赤から」の店舗は半分以上を喪失する事になり、京都府は他のフランチャイジーが運営する3店舗、大阪府は甲羅直営店と他のフランチャイジーが運営するフランチャイズ店各2店舗、兵庫県は他のフランチャイジー運営する1店舗に減少する事となった。